# Sobieski Ross

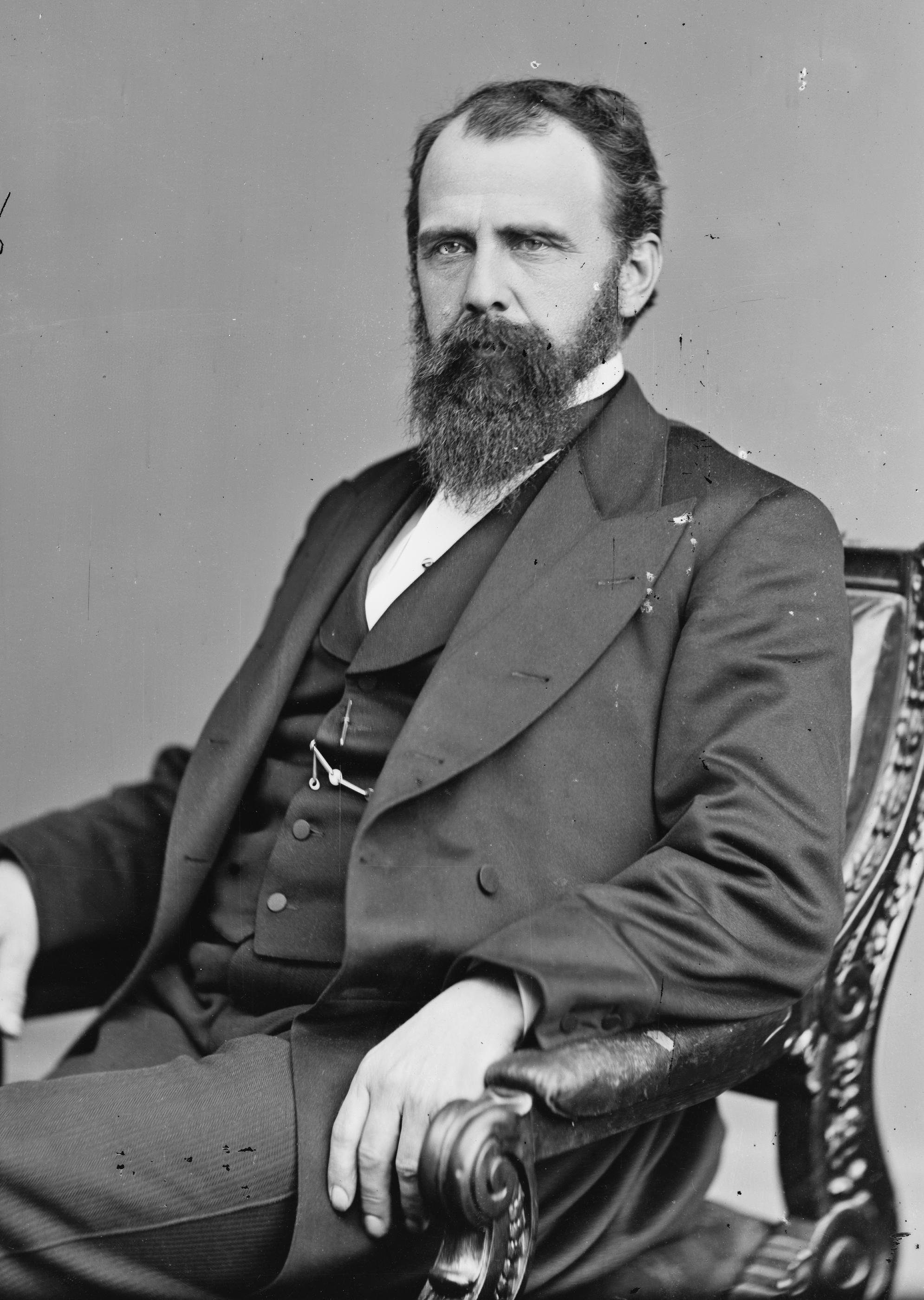
Sobieski Ross

Sobieski Ross (* 16. Mai 1828 in Coudersport, Potter County, Pennsylvania; † 24. Oktober 1877 ebenda) war ein US-amerikanischer Politiker. Zwischen 1873 und 1877 vertrat er den Bundesstaat Pennsylvania im US-Repräsentantenhaus.

## Werdegang
Sobieski Ross besuchte die öffentlichen Schulen seiner Heimat sowie die Coudersport Academy. Danach arbeitete er im Baugewerbe (Civil Engineering) und in der Immobilienbranche. Außerdem wurde er in der Landwirtschaft tätig. Im Jahr 1852 wurde er beisitzender Richter. Später wurde er Mitglied der Republikanischen Partei.
Bei den Kongresswahlen des Jahres 1872 wurde Ross im 18. Wahlbezirk von Pennsylvania in das US-Repräsentantenhaus in Washington, D.C. gewählt, wo er am 4. März 1873 die Nachfolge von Henry Sherwood antrat. Nach einer Wiederwahl im 16. Distrikt seines Staates konnte er bis zum 3. März 1877 zwei Legislaturperioden im Kongress absolvieren. Im Jahr 1876 verzichtete er auf eine weitere Kandidatur.
Nach dem Ende seiner Zeit im US-Repräsentantenhaus arbeitete Sobieski Ross wieder in der Immobilienbranche. Er starb am 24. Oktober 1877 in seinem Heimatort Coudersport, wo er auch beigesetzt wurde.